# Щербина, Кирилл Сидорович
Кири́лл Си́дорович Щерби́на (3 января 1910, Каневский уезд — 8 июня 1985, Марганец) — управляющий трестом «Никополь-Марганец» Днепропетровской области.

## Биография
Родился 3 января 1910 года в городе Канев Черкасской области.
Трудовую деятельность начал рабочим на одной из шахт Донбасса. Со временем возглавил комсомольско-молодёжную бригаду, которая неоднократно добивалась высоких показателей, была примером для остальных. Инициативность, организаторские способности, трудолюбие, ответственность — все эти качества способствовали росту авторитета К. С. Щербины.
В 1936 году его принимают сразу на 2-й курс Харьковской промышленной академии, которую он с отличием окончил в 1939 году. С тех пор, уже как инженер, он всегда оставался на переднем крае, там, где необходимо поднимать производство. Возглавлял рудоуправление по добыче железной руды в Кривом Роге. В первые дни Великой Отечественной войны был направлен вместе с эвакуированным оборудованием для работы в тылу в Ивдельский район Свердловской области, где возглавил Марсятское рудоуправление. Оно неоднократно выходило победителем во всесоюзном и республиканском соцсоревновании, и К. С. Щербина среди ряда лучших работников тыла был отмечен высокой правительственной наградой.
С 1955 года — управляющий трестом «Никополь-Марганец». 26 лет трудовой деятельности он посвятил развитию марганцеворудной промышленности и чёрной металлургии. Все высокие достижения Марганецкого горно-обогатительного комбината были связаны с его именем. По его инициативе введено много новшеств в механизацию и модернизацию горнодобывающих и обогатительных работ. Он внедрял новую технику, в частности, шагающие и роторные экскаваторы, осваивал новый способ добычи руды — карьерный. Всегда выступал инициатором всего нового, передового. Интересы государства и народа ставил превыше всего.
Указом Президиума Верховного Совета СССР от 19 июля 1958 года за выдающиеся успехи, достигнутые в деле развития чёрной металлургии Щербине Кириллу Сидоровичу присвоено звание Героя Социалистического Труда с вручением ордена Ленина и золотой медали «Серп и Молот».
Неоднократно избирался депутатом Марганецкого городского совета (1963). Член Марганецкого горкома КП Украины.
В 1982 году вышел на пенсию — персональный пенсионер союзного значения. Жил в городе Марганец Днепропетровской области.
Умер 8 июня 1985 года в Марганце, где и похоронен на Николаевском кладбище.

## Награды
- Медаль «Серп и Молот» (19 июля 1958);
- Орден Ленина (19 июля 1958);
- Орден Красной Звезды;
- дважды Орден Трудового Красного Знамени;
- Заслуженный шахтёр Украинской ССР;
- Почётная грамота Президиума Верховного Совета УССР;
- Почётный гражданин города Марганца;
- Почётный знак Советского фонда мира;
- Отличник Гражданской обороны СССР (25 октября 1971);
- медали.